# مونتي جوادانيولو
مونتي جوادانيولو (بالإيطالية: Monte Guadagnolo)‏ هو أعلى جبل من جبال مونتي برينيستيني.

## الوصف
مغطي بالكامل بغطاء نباتي وخاصة في الشمال، في أعلى الجبل توجد قرية جوادانيولو الصغيرة في كابرانيكا برينيستينا.